# 井上秀樹
井上 秀樹（1952年 ）は、神奈川県横浜市出身の洋画家。師系は糸園和三郎。白日会会員

## 略歴
横浜市に生まれ。1974年 日本大学芸術学部美術学科油絵専攻卒業。1976年 日本大学芸術学部芸術研究所研究生修了。
1979年 スペイン国立サンフェルナンド美術大学油絵科本科修了・スペイン王立サンフェルナンド美大プロフェッソラード中退。

## 活動
- 1978年 安井賞展・明日への具象展・現代形象展・両洋の眼「現代の絵画」展・結晶体の私展・TIAS出品
- 1992年 前田寛治大賞展準大賞 タイトル 『林への道Ⅰ』 油彩97.0×162.0[1]
- 1994年 文部大臣奨励賞
- 1998年 「井上秀樹画集」刊行（求龍堂）
- 2001年 文部科学省文化庁在外1年派遣(チェコ共和国)[1]

## その他
- 日本大学芸術学部在学中に日本大学芸術学部美術学科賞・主任賞・学業優秀賞を受賞
- 日本文化芸術機構元代表理事